# 普萊森特普萊恩斯 (阿拉巴馬州)
普萊森特普萊恩斯（英語：Pleasant Plains）是一個位於美國阿拉巴馬州休斯敦縣的非建制地區。該地的面積和人口皆未知。

## 地理
普萊森特普萊恩斯的座標為31°18′16″N 85°13′47″W / 31.30444°N 85.22972°W，而該地的平均海拔高度為86米（即282英尺）。